# Praça da Alegria (Brasil)
Praça da Alegria foi um programa televisivo humorístico brasileiro.

## História

Hebe Camargo e Borges de Barros em esquete do programa, julho de 1960. Arquivo Nacional.

O seu formato surgiu em 1956, na TV Paulista (atual TV Globo São Paulo), concebido por Manuel de Nóbrega, que fazia o personagem de um senhor que sentava no banco de uma praça e dialogava com diversos tipos engraçados. O autor se inspirou durante uma viagem à Argentina, quando, da janela do seu hotel em Buenos Aires, observava, diariamente, um homem sentado num banco de praça conversando com diversas pessoas.
A atração permaneceu no ar durante quatorze anos, vindo a ser exibida também pela TV Rio e pela TV Record.
Após o falecimento do seu criador, em 1976, a Rede Globo resolveu retomar a produção do programa no mesmo ano, em sua homenagem. Esta nova fase estreou no mesmo ano no dia 1 de maio, um domingo, às 17h30m, sendo dirigida por Mário Lúcio Vaz e produzida por Marny Elwis.
Tendo sido mantido o primitivo cenário, o ator destacado como apresentador do programa foi Luís Carlos Miele. Do mesmo que Manuel na primitiva versão, Miele chegava à praça, sentava-se no banco e tentava iniciar a leitura de um jornal ou de uma revista. De súbito, interrompendo-o, surgiam, de todos os lados da cena, os mais variados tipos, inspirados em caracteres populares em todo o Brasil. A redação final ficou a cargo de Carlos Alberto de Nóbrega, que segundo ele, ficou brigado com Silvio Santos, por causa da morte dos pais dele e que não queria mais escrever. Um amigo trapalhão escreveu e Carlos Alberto agradeceu e que também trabalhou no humorístico Os Trapalhões com a trupe de Renato Aragão, como redator, parte do elenco de apoio e etc.
Algumas das caracterizações mais populares da atração foram:
- Apolônio (Viana Júnior)
- Bronco / Pacífico (Ronald Golias)
- Catifunda (Zilda Cardoso)
- Bingo Bimba (Luiz Pini)
- Vovó Romena (Rachel Martins)
- Mendigo "Caro Colega" (Borges de Barros)
- Dedé (Dedé Santana)
- Didi (Renato Aragão)
- Cremilda, a esposa do Oscar (Consuelo Leandro)
- Garoto/ Osório , o Homem de Itu (Simplício)
- Esposa do Homem de Itu (Valéria Luercy)
- Beto e Sargento Pincel (Roberto Guilherme)
- Velha Surda (Rony Rios)
- Americana (Kate Lyra)
- Rupi (Canarinho)
- Alemão (Jô Soares)
- Caipira (Rogério Cardoso)
- "Louco" (Clayton Silva)
- Garçom Moranguinho (Zacarias)
- Mussum (Mussum)
- Zé Pinguinha (Homem de Melo)

Participaram também: Clayton Silva, Heloisa Mafalda, Daniel Guimarães, Farad Riskala, José Martins Ortiz, Judy Teixeira, Walter Stuart, Chocolate, e outros.
Ao fim do ano o programa sofreu ligeiras alterações no seu conteúdo, com a introdução de novos quadros, novos tipos e uma série de participações especiais.
Em março de 1977 estreava na Globo, o programa Os Trapalhões, com Renato Aragão, Dedé Santana, Mussum e Zacarias. Carlos Alberto se uniu a trupe de Renato Aragão até 1987.
Em janeiro de 1978 as alterações prosseguiram, tendo lugar um tipo de regionalização do programa. Desse modo, uniu-se a Miéle, no Rio de Janeiro, Carlos Alberto de Nóbrega, em uma praça de São Paulo, e Aldemar Paiva em outra, em Recife.
Apesar da boa audiência, a atração manteve-se um pouco mais de um ano no ar.
Em 1987 o programa foi remontado na Rede Bandeirantes com o título Praça Brasil, apresentado pelo filho de Manuel, Carlos Alberto de Nóbrega. Depois de quatro episódios, Carlos Alberto se transferiu para o SBT, onde montou um novo programa com o mesmo formato: A Praça É Nossa. O atual programa humorístico estreou em 7 de maio de 1987 pela antiga TVS, atual SBT. Permanece no ar desde então.

## Redatores
- Carlos Alberto de Nóbrega
- Irvando Luiz
- Wilson Vaz